# Phaseolus acutifolius
Phaseolus acutifolius, đậu Tepary, là loài thực vật bản địa tây nam Hoa Kỳ và México và đã được trồng bởi cư dân bản địa từ thời tiền Columbus. Nó chịu hạn tốt hơn loài common bean (Phaseolus vulgaris) và được trồng ở vùng có điều kiện sa mạc và bán sa mạc từ Arizona qua México đến Costa Rica. 